# Лябла
Лябла (Лябля) — река в России, течёт по территории Алексеевского и Пермогорско сельских поселений Красноборского района Архангельской области. Устье реки находится в 616 км по левому берегу реки Северная Двина, у села Красноборск. Длина реки составляет 48 км. Площадь водосборного бассейна — 213 км².
В 26 км от устья, по правому берегу реки в Ляблю впадает река Фомина.

## Данные водного реестра
По данным государственного водного реестра России относится к Двинско-Печорскому бассейновому округу, водохозяйственный участок реки — Северная Двина от впадения реки Вычегда до впадения реки Вага, речной подбассейн реки — Северная Двина ниже места слияния Вычегды и Малой Северной Двины. Речной бассейн реки — Северная Двина.
Код объекта в государственном водном реестре — 03020300112103000026381.